# Joep Coppens
Josephus Godefridus Maria (Joep) Coppens (Eindhoven, 19 december 1940 – Vlierden, 6 maart 2024) was een Nederlandse beeldhouwer. 

## Levensloop
Coppens woonde met zijn vrouw, de kunstschilderes en schrijfster Els Coppens-van de Rijt, in Vlierden bij een stenen beltmolen met de naam Johanna-Elisabeth, vernoemd naar zijn vrouw. Joep Coppens was de zoon van de Eindhovense kunstfotograaf Martien Coppens en Johanna Maria Huberta Coppens. Hij was 28 jaar lang vrijwillig molenaar in de gemeente Deurne en leidde vervolgens aankomende vrijwillige molenaars op. 
Hij doorliep de Hogereburgerschool. Eind jaren '50 startte hij met het vervaardigen van zijn beeldhouwwerk, na één jaar studie aan de Eindhovense Academie voor Industriële Vormgeving, zijn opleiding aan de Hogeschool voor Beeldende Kunsten de Jan van Eyck Academie onder leiding van de beeldhouwer Fred Carasso in Maastricht en zijn atelierstudies aan de Ateliers '63 bij Wessel Couzijn. Hij liet zich inspireren door organische vormen uit de natuur. Hij maakt zowel figuratieve als abstract-figuratieve en geheel abstracte beelden, merendeels in brons uitgevoerd en altijd met een diepere symboliek. 
Joep Coppens woonde en werkte in zijn ateliers bij het huis en de molen Johanna Elisabeth in Vlierden, die hij zelf 28 jaar draaiende gehouden heeft. Aan huis had hij een beeldentuin en de expositieruimte 'Molenrijn' die op (telefonische) aanvraag te bezichtigen was. Verspreid door de gemeente Deurne (en daarbuiten) staat een aantal beelden van Joep Coppens, onder meer bij basisschool de Piramide en in het Pastoor Roespark.
Joep Coppens was van 1978 tot 1997 voorzitter van Heemkundekring H.N. Ouwerling te Deurne. Tussen maart 1997 en 2021 maakte hij deel uit van de Monumentencommissie van de Gemeente Deurne.
Zijn vrouw Els schreef het boek Beeldend geschreven aan de hand van autobiografische notities van Joep. Op verzoek van Joep schreef Els het boek Martien Coppens, van dorpsjongen tot stadsmens, over de eerste veertig levensjaren van zijn vader Martien Coppens, kunstfotograaf, door wie Joep zich sterk heeft laten inspireren, met name door diens verzameling Afrikaanse kunst. Els heeft hierbij gebruik gemaakt van de door Joep verzamelde archiefgegevens.

## Werken (selectie)
- 1973 Golvend water - Neerkant
- 1975 Slagorde - Deurne
- 1977 De tand des tijds - Vlierden
- 1979 (beeld) - Venlo
- 1983 Wachtende uil - Helmond
- 1983 Gandhi - Eygelshoven
- 1983 Groteringklauwvleugel - Deurne
- 1984 (beeld) - Helmond
- 1985 Grote hoornkruik - Peelland Deurne
- 1986 Het gezin - Waspik
- 1986 Pijlstaart II - Helmond
- 1987 Samoerai - Deurne
- 1989 Pelikaan Zonnewijzer - Diessen
- 1989 Anne Frank - Asten
- 1992 Vruchtbare samenleving - Esbeek
- 1994 Met elkaar - Zusters Franciscanessen Veghel
- 1995 Geborgen samen - Horst
- 1995 Verzetsheldenmonument - Acht
- 1996 Turfsteker - Heusden
- 1997 Charkra - Helmond
- 1997 De reiger - Veghel
- 1997 Fontein - Deurne
- 2000 Sint Martinus - Gennep
- 2000 Uitvliegende vogel - Reek
- 2002 Ora et Labora - Borne
- 2003 Cornelis Verhoeven (buste) - 's-Hertogenbosch
- 2008 Zacheus - Sint Willibrorduskerk, Deurne
- 2010 Martien Coppens (buste) - Lieshout
- 2010 Anne Frank - Oranjestad, Aruba
- Zonnewijzer Artis - Amsterdam
- Tarcisius - Nijmegen
- Ruiter op arabische hengst - Aruba
- Nonnenveld - Uden
- College Asten-Someren - Asten
- Bisonjacht - Venlo
- Regenboog (gestolen)
- Zimara - Helmond

## Galerij

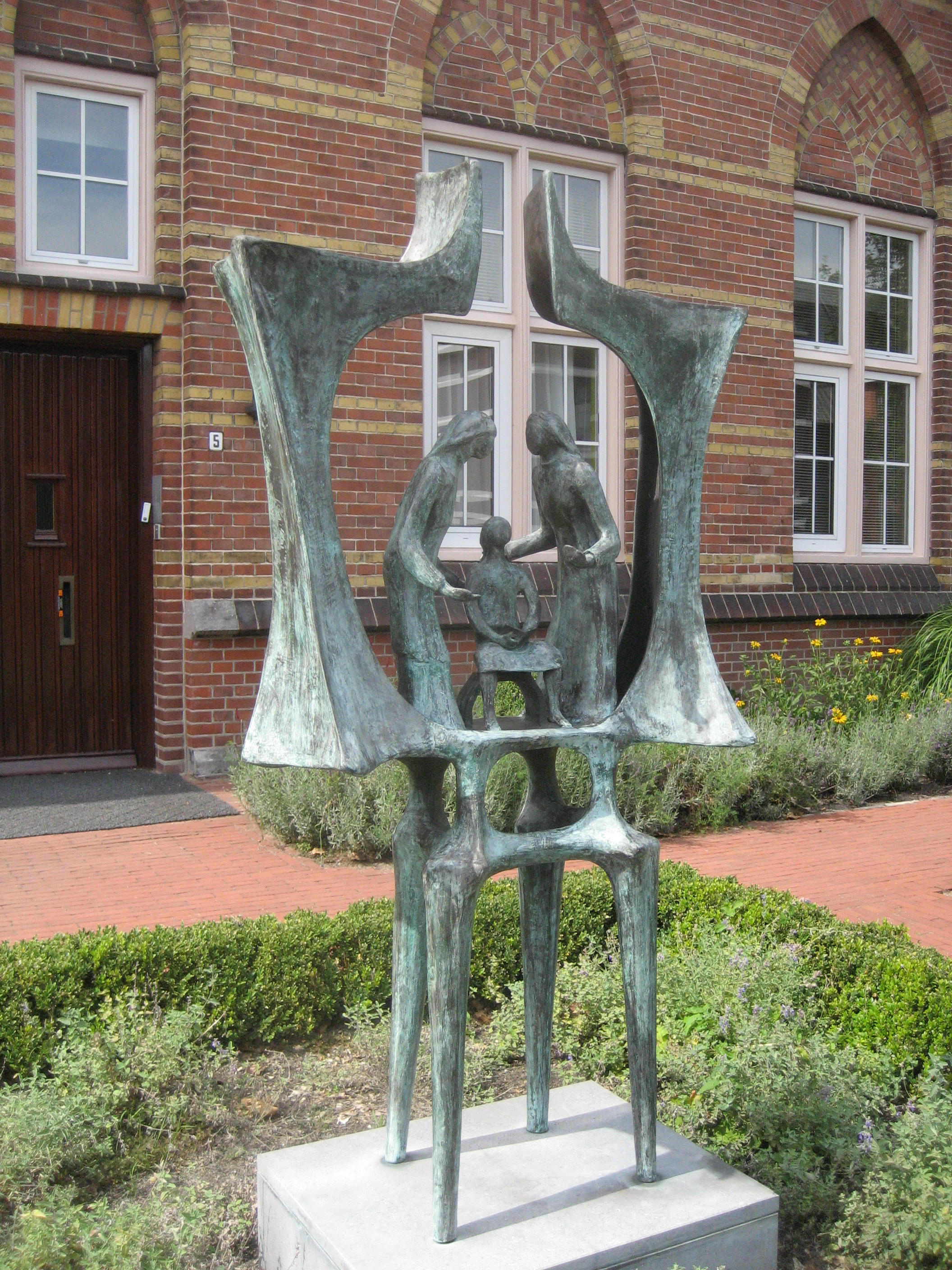
Ora et Labora (Borne)
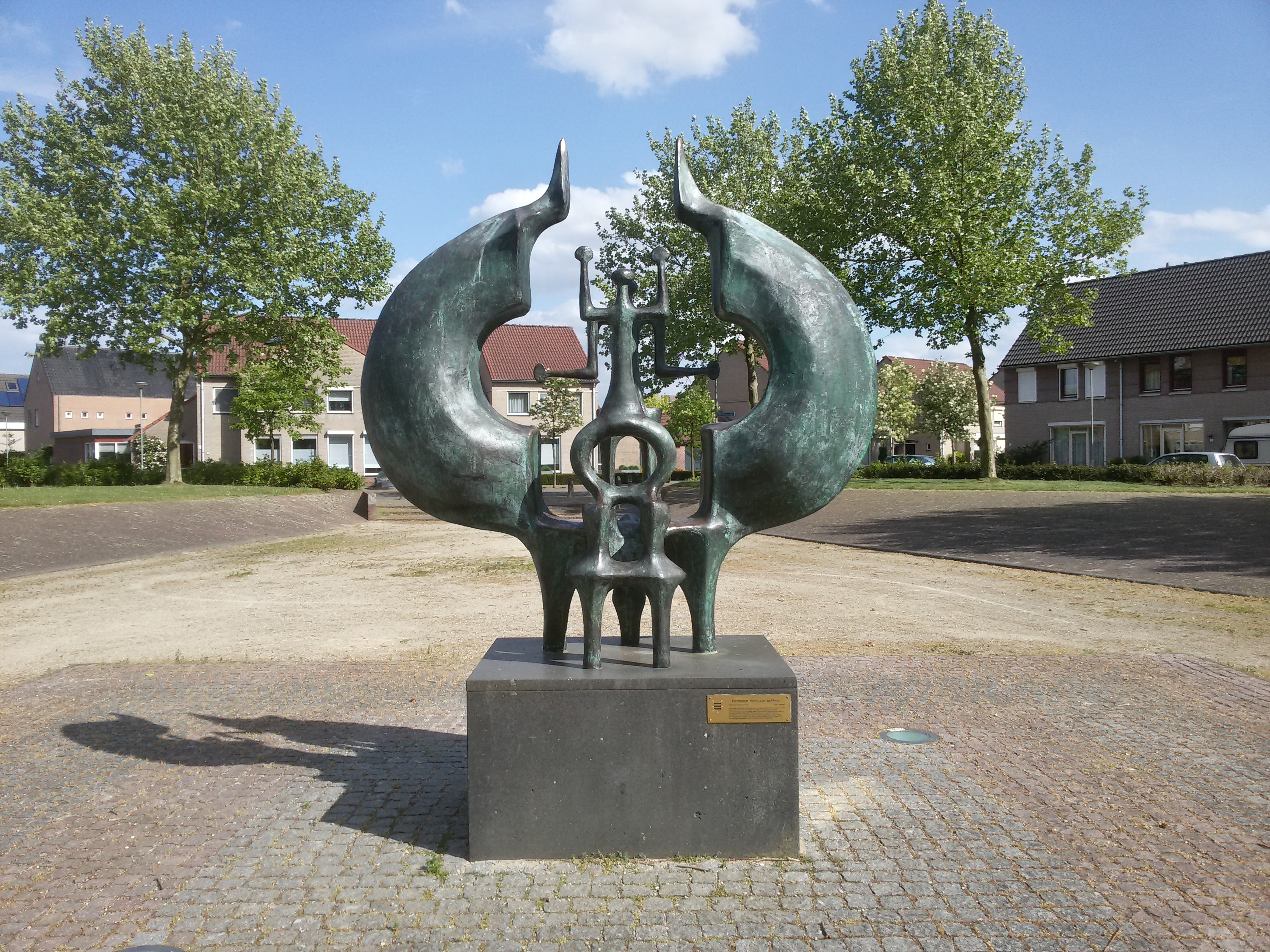
Geborgen samen (Horst)
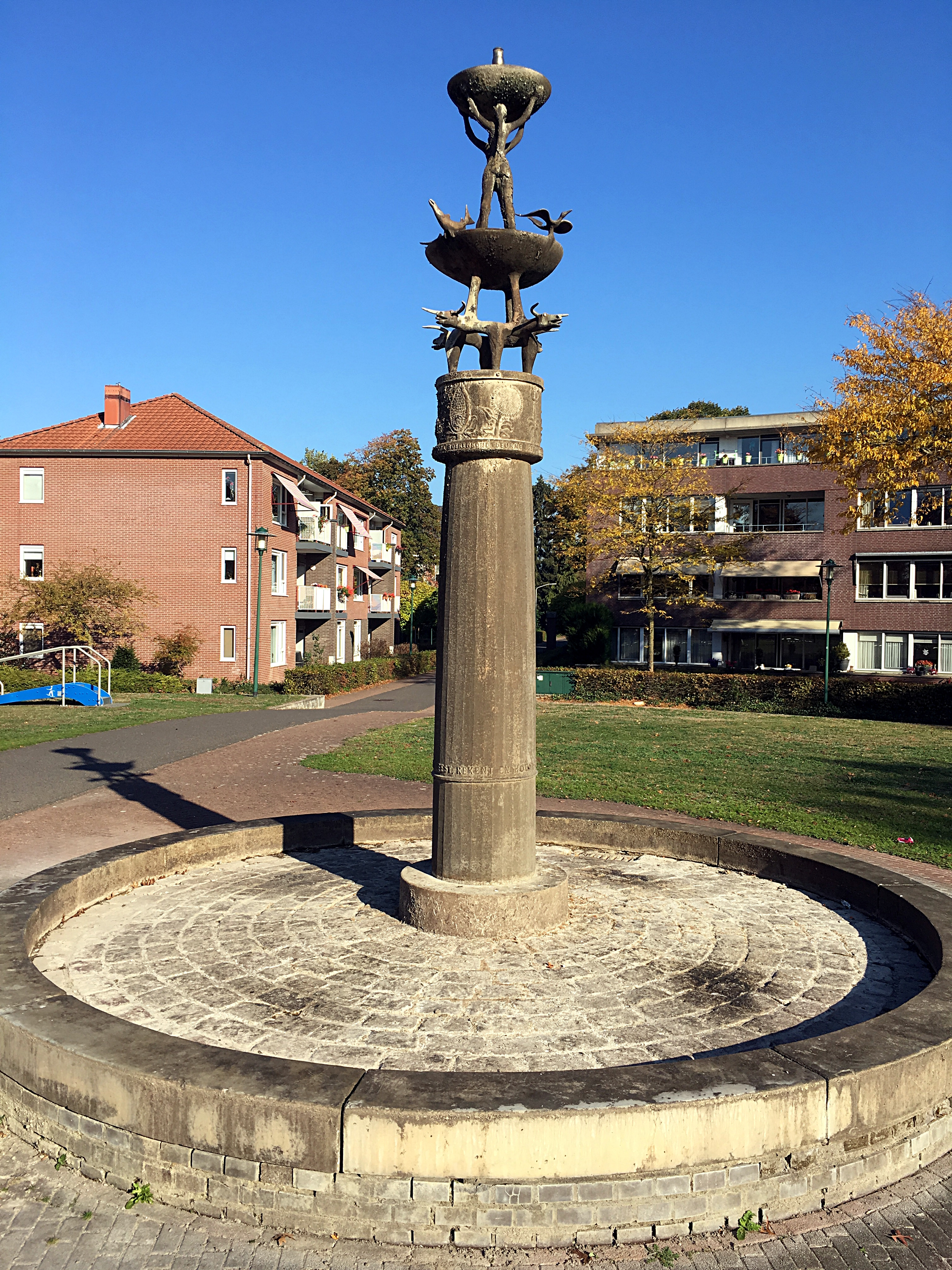
Fontein (Deurne)
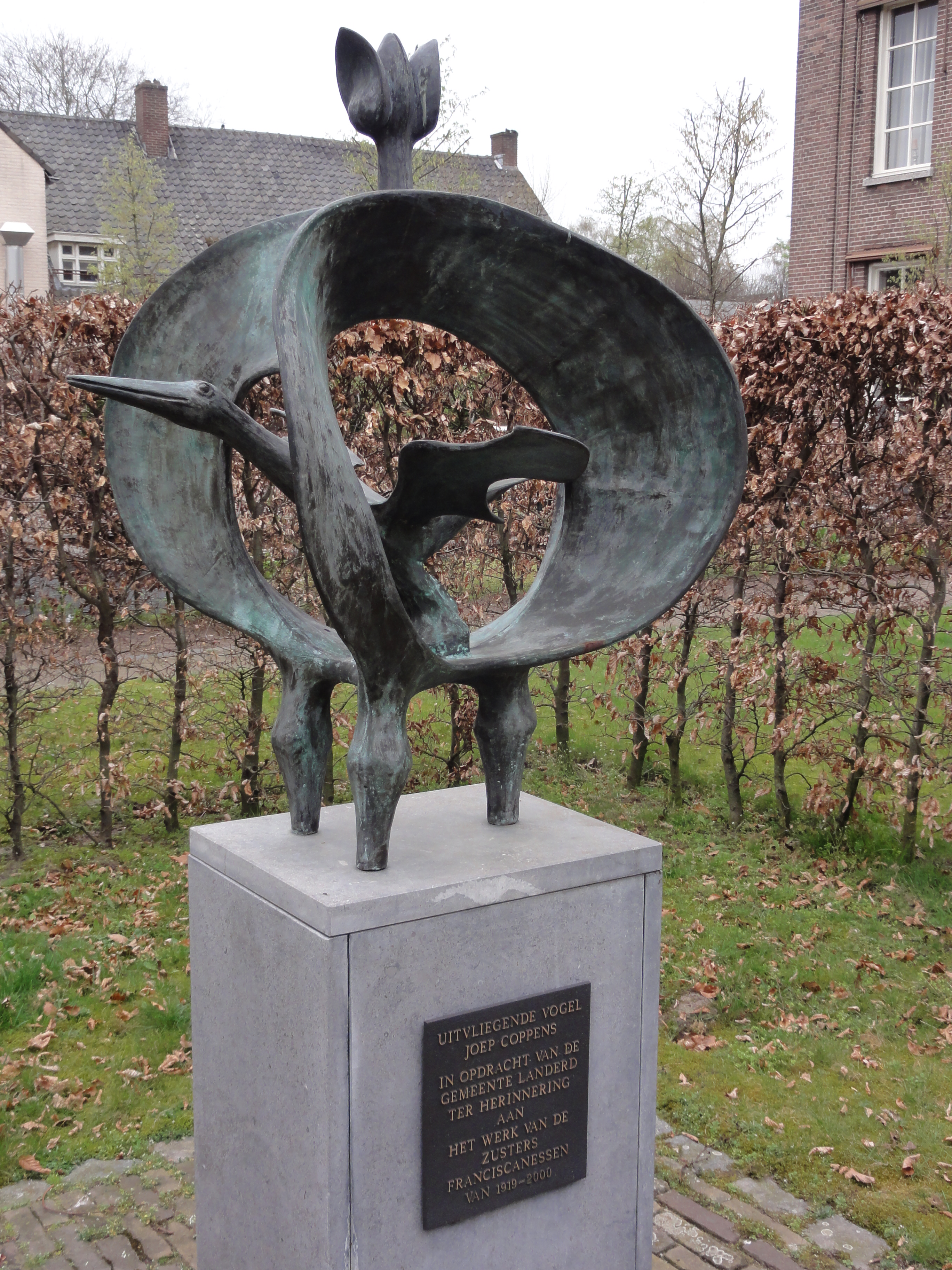
Uitvliegende vogel (Reek)
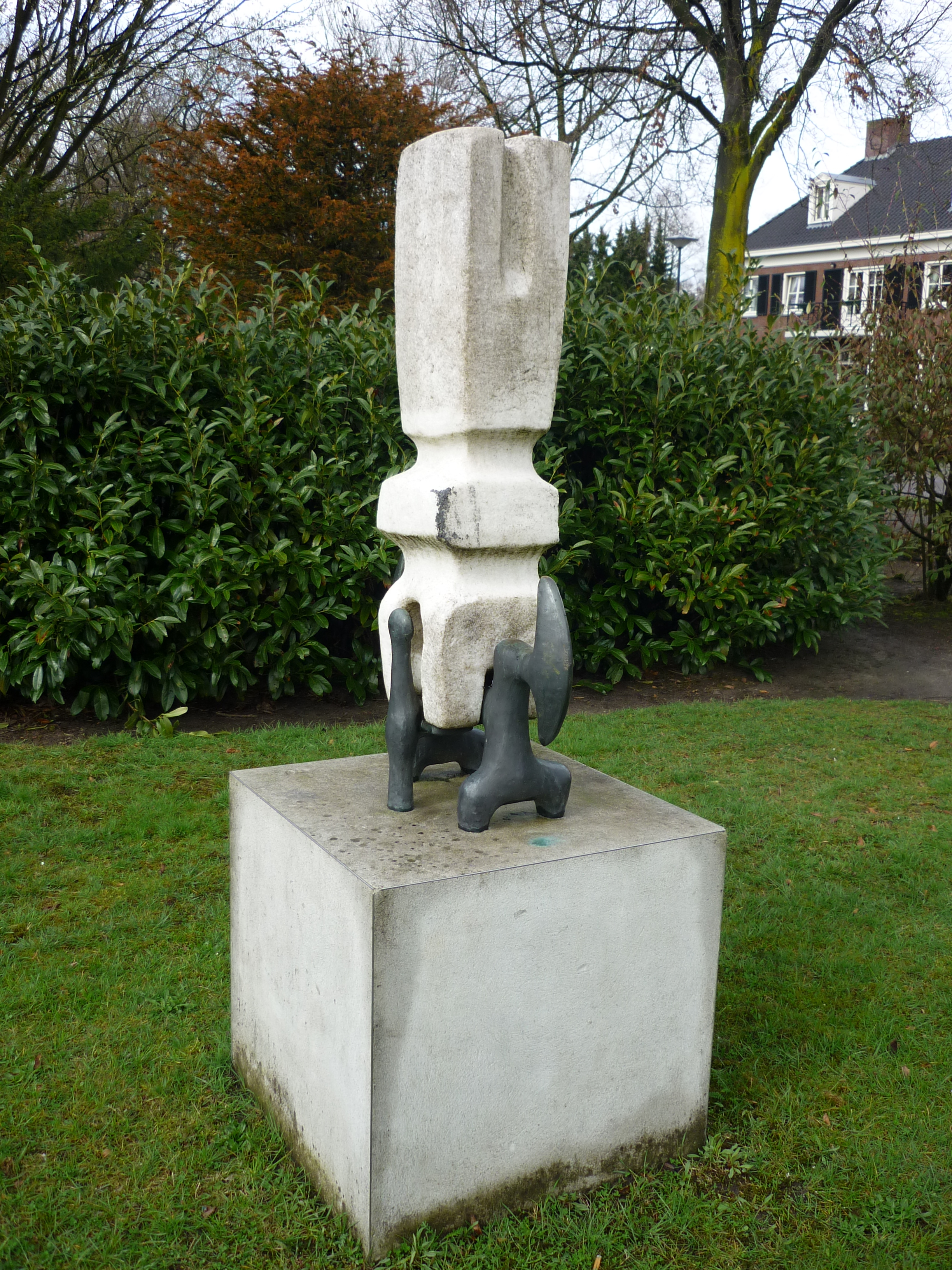
De tand des tijds (Vlierden)

## Onderscheidingen
- Februari 1997 : Zilveren Draaginsigne van de Stichting Brabants Heem
- Februari 1997 : Zilveren Legpenning van de Gemeente Deurne
- April 2000 : Koninklijke Onderscheiding - Lid in de Orde van Oranje-Nassau